# Taxus (hout)

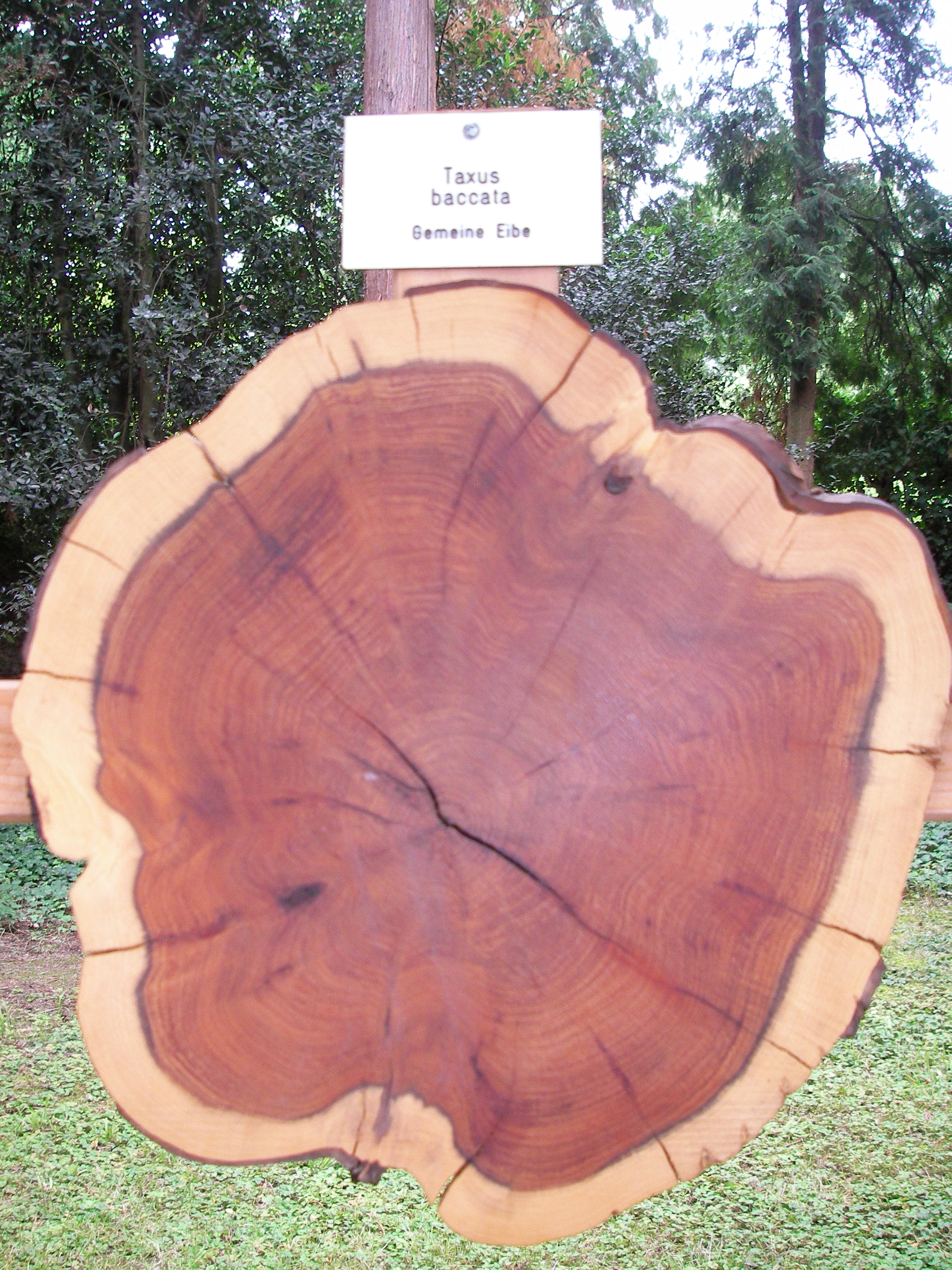
Dwarsdoorsnede stam: sterk contrast kernhout-spinthout

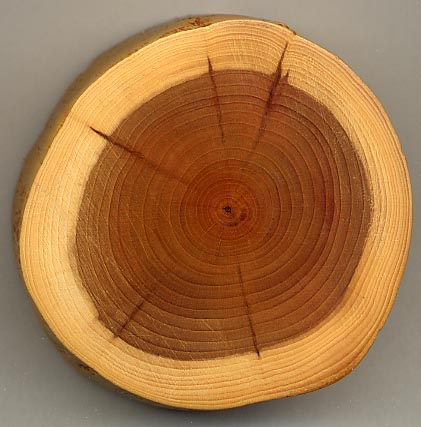
Kops vlak: sterk contrast kernhout-spinthout, duidelijke groeiringen, pitkwastjes van slapende knoppen

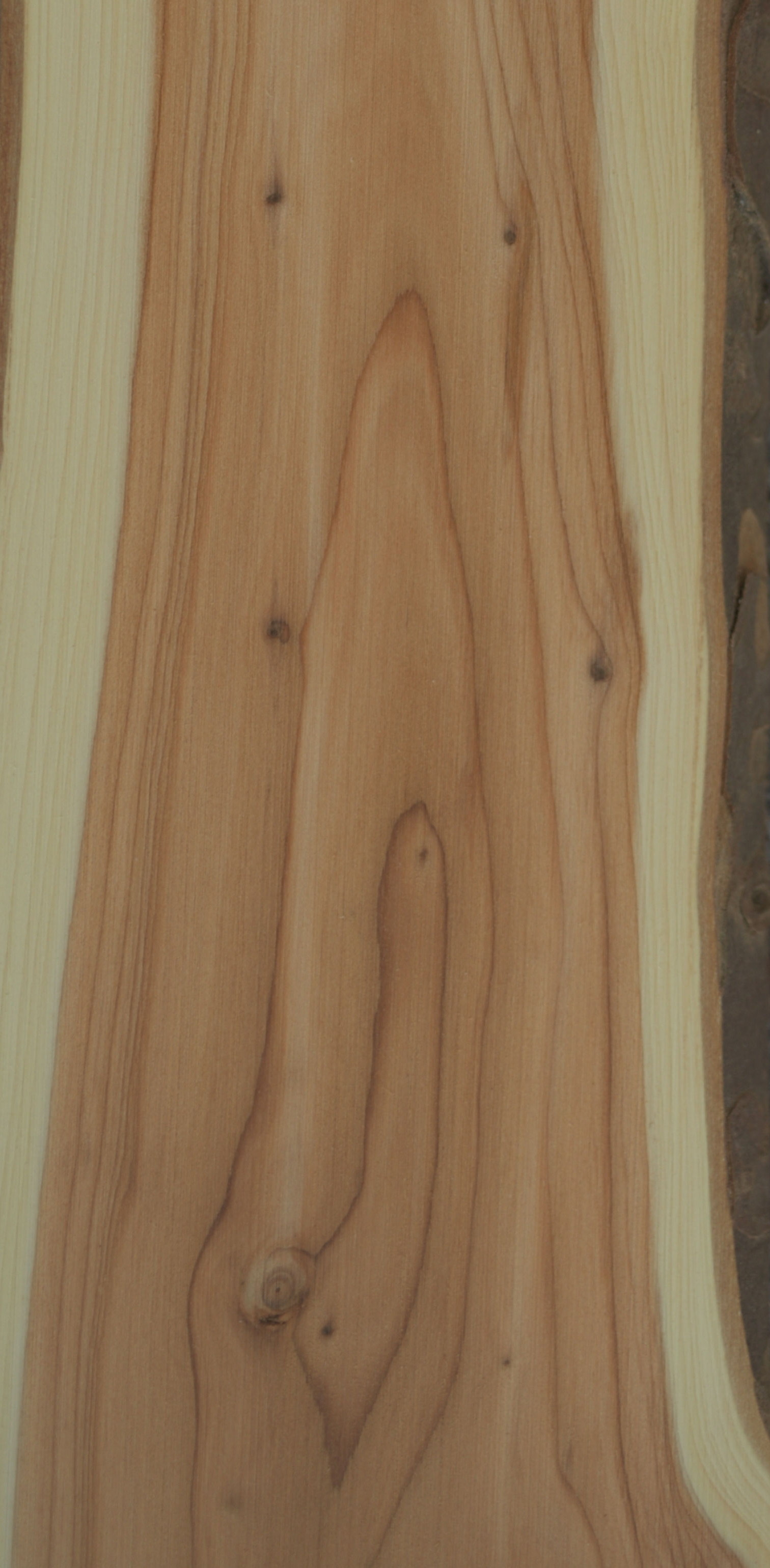
Dosse langsvlak: pitkwastjes, laathout dat sterk afsteekt en voor een vlamtekening zorgt

Taxus is een tamelijk exclusieve houtsoort. Het hout behoort tot de zwaarste en duurzaamste naaldhoutsoorten.
Het spinthout is geelwit of crèmekleurig en tekent zich sterk af tegen het kernhout dat bruin is met een oranjeachtige, of soms purperen zweem. Het laathout steekt donker af, zodat groeiringen goed zichtbaar zijn. Vaak heeft het hout pitkwastjes, van slapende knoppen, die donker afsteken. Het hout is fijn van structuur en is relatief hard en duurzaam. Taxusbomen groeien doorgaans traag, zodat het hout vaak tamelijk fijne jaarringen heeft en decoratief kan zijn met een fraaie tekening op het dosse vlak.  
Het hout werkt en scheurt weinig. Het is goed te bewerken, mits er niet te veel kwasten zijn. Bij bewerking is een goede afzuiging van het stof aan te raden. Het is een gewaardeerde houtsoort voor meubelen waar het vaak in de vorm van fineer gebruikt wordt. Ook voor andere hoogwaardige toepassingen als muziekinstrumenten en snijwerk.
Er komt niet veel bruikbaar zaaghout op de markt, deels omdat de boom niet heel groot wordt, langzaam groeit en relatief zeldzaam is, deels omdat bomen vaak een onregelmatige vorm hebben en hout vaak kwasten heeft. Voor zover er mooi hout beschikbaar komt zal dit vaak relatief duur zijn. Het wordt geleverd door soorten van het geslacht Taxus, waarbij in Nederland vooral Taxus baccata van belang is. Maar Taxus-soorten komen voor in de gematigde streken van het gehele Noordelijk Halfrond, en het hout hiervan is tamelijk vergelijkbaar; verschillen hebben meer te maken met de groeiplaats dan met de botanische of geografische herkomst.

## Historisch
In het verre verleden werd het hout al gebruikt, al dan niet vanwege mystieke eigenschappen die aan de boom werden toegeschreven.
Het hout is zeer elastisch en werd van oudsher in Europa gebruikt om handbogen (uit één stuk: de 'selfbow') van te maken, waarbij het spint aan de buitenkant en het kernhout aan de binnenkant van de boog komt. Er wordt wel aangenomen dat de geslachtsnaam Taxus is afgeleid van dit gebruik voor handbogen (via het Griekse toxon = boog). Daarbij valt op dat, in de tijd dat de Engelse 'longbow' een belangrijk wapen was, Engeland voor dit doel op grote schaal taxus invoerde, vooral uit Spanje. 
Voor meubelen is ook van belang dat het goed te buigen is: het werd om die reden ook wel gebruikt voor de gebogen delen in Windsorstoelen (een van diverse houtsoorten die hiervoor gebruikt werden).

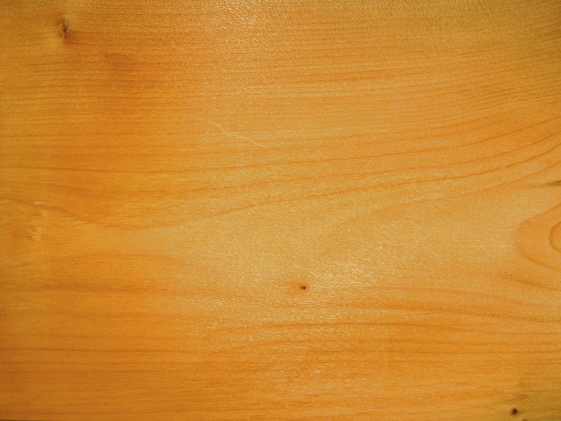
Bijna zonder kwasten (toch een enkel pitkwastje)
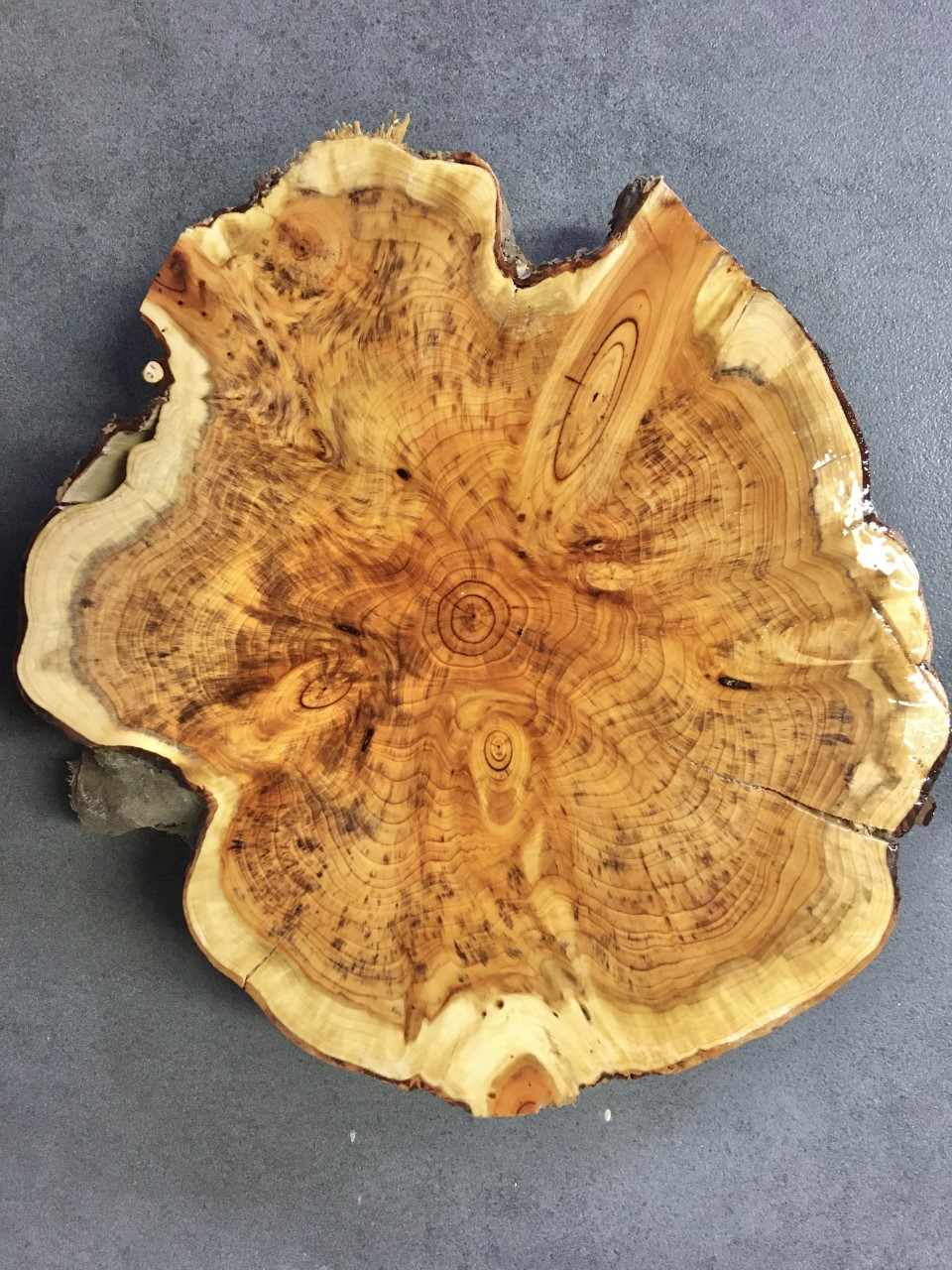
Met (forse) kwasten
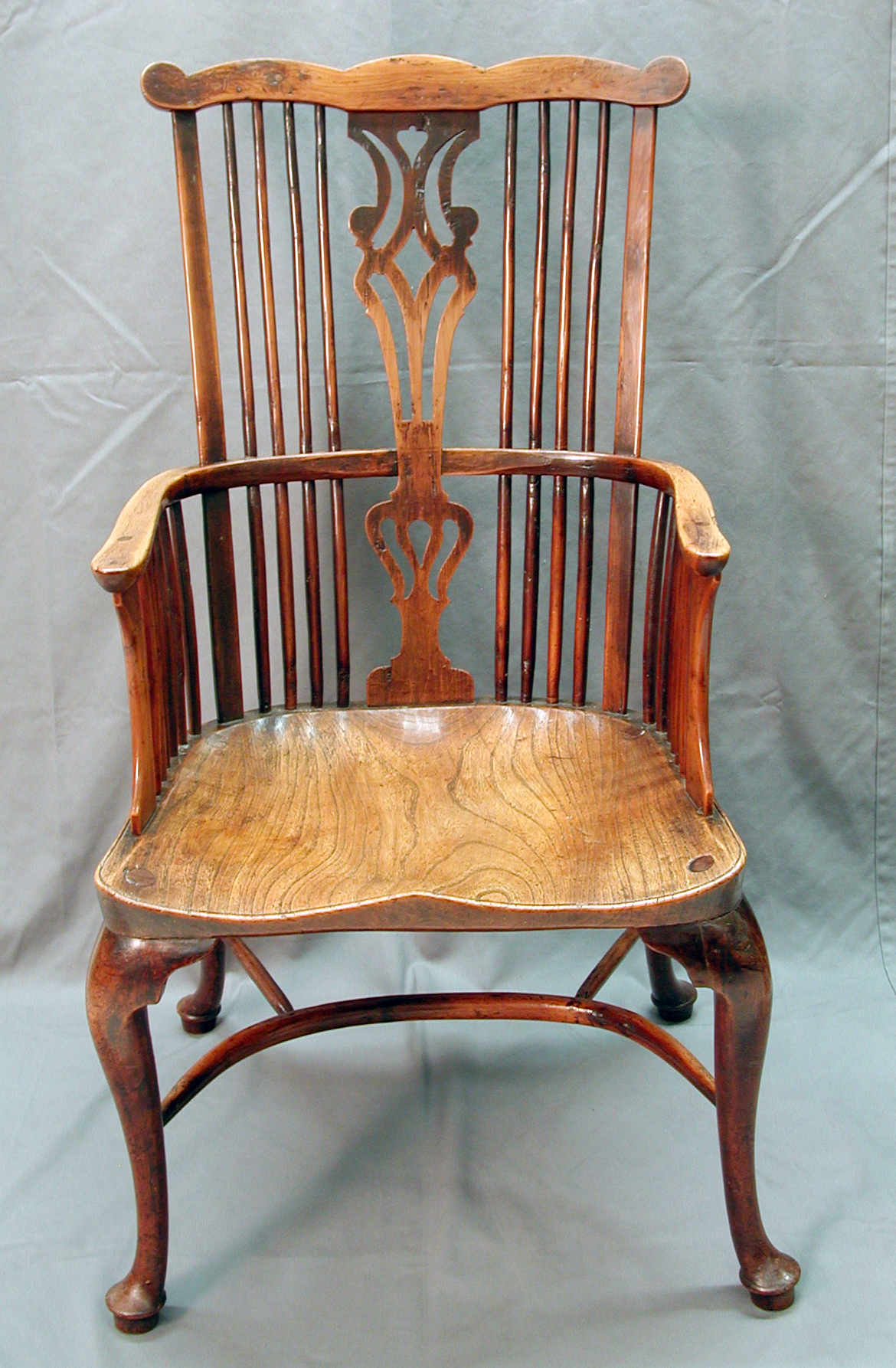
Windsorstoel
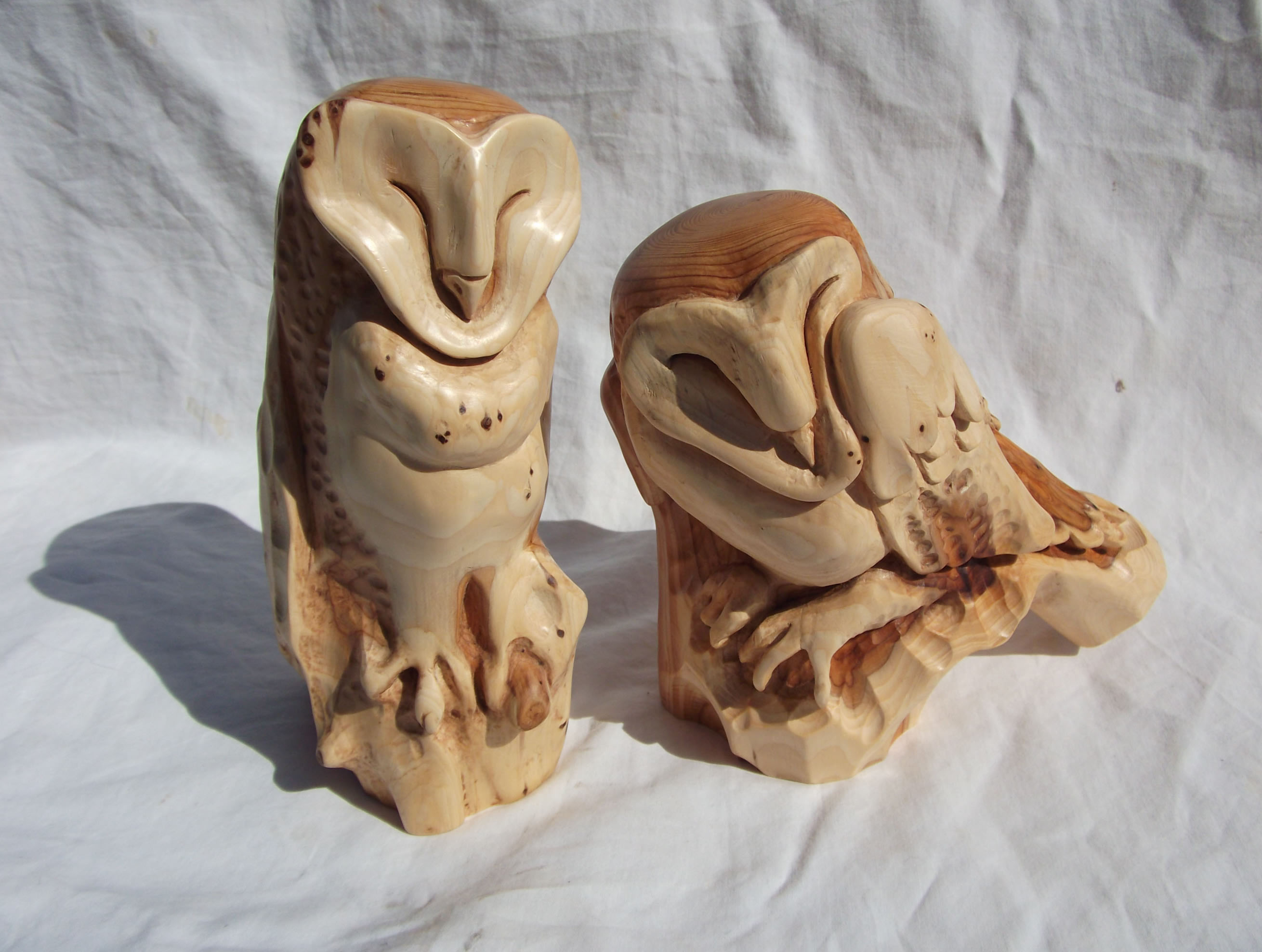
Snijwerk